# Майкъл Брадли
Майкъл Шийън Брадли (на английски: Michael Sheehan Bradley) е бивш американски футболист, роден на 31 юли 1987 г. в Принстън, Ню Джърси. Играе на поста полузащитник.

## Клубна кариера
През 2004 г. Брадли е избран под номер 36 в драфта на Мейджър Лийг Сокър от отбора на Ню Йорк/Ню Джърси МетроСтарс, чиито треньор по това време е баща му. През първия си сезон не записва много мачове поради контузия, но през 2005 г. става твърд титуляр и играе в почти всичките мачове за сезона. В началото на 2006 г. преминава в холандския Хееренвеен, превръщайки се в най-младия американски футболист, продаден зад граница. През сезон 2007/2008 заема титулярното място на отказалия се Паул Босвелт. През 2008 г. Брадли постига договорка да премине в Бирмингам Сити, ако отборът се спаси от изпадане от Висшата лига, но тъй като това не става, той отива в германския Борусия Мьонхенгладбах.
През юли 2012 подписва четиригодишен договор на стойност 3,75 евро с италианския Рома.
На 19 януари 2015 преминава в канадския отбор Торонто, от едноименния град Торонто, който се състезава в Мейджър Лийг Сокър, футболното първенство на САЩ и Канада.

## Национален отбор
Брадли дебютира за САЩ на 26 май 2006 г. срещу Венецуела. След като в края на същата година баща му поема националния отбор, Майкъл се превръща в основен играч в неговата селекция. Участва на Златната купа на КОНКАКАФ през 2007 г., Олимпийските игри през 2008 г., Купата на конфедерациите през 2009 г. и Световното първенство през 2010 г.

### Голове
| # | Дата              | Място                          | Съперник          | Гол в мача | Краен резултат | Повод |
| - | ----------------- | ------------------------------ | ----------------- | ---------- | -------------- | ----- |
| 1 | 7 октомври 2007   | Базел, Швейцария               | Швейцария         | 1:0        | 1:0            | П     |
| 2 | 15 юни 2008       | Карсън, Калифорния, САЩ        | Барбадос          | 2:0        | 8:0            | СК    |
| 3 | 10 септември 2008 | Бринджвю, Илинойс, САЩ         | Тринидад и Тобаго | 1:0        | 3:0            | СК    |
| 4 | 11 февруари 2009  | Колумбус, Охайо, САЩ           | Мексико           | 1:0        | 2:0            | СК    |
| 5 | 11 февруари 2009  | Колумбус, Охайо, САЩ           | Мексико           | 2:0        | 2:0            | СК    |
| 6 | 21 юни 2009       | Рустенбург, Южна Африка        | Египет            | 2:0        | 3:0            | КК    |
| 7 | 14 октомври 2009  | Вашингтон, Окръг Колумбия, САЩ | Коста Рика        | 1:2        | 2:2            | СК    |
| 8 | 18 юни 2010       | Йоханесбург, Южна Африка       | Словения          | 2:2        | 2:2            | СП    |

### Успехи
САЩ
- Златна купа на КОНКАКАФ
  - Шампион: 2007
- Купа на конфедерациите
  - Вицешампион: 2009